# Mott-Zelle

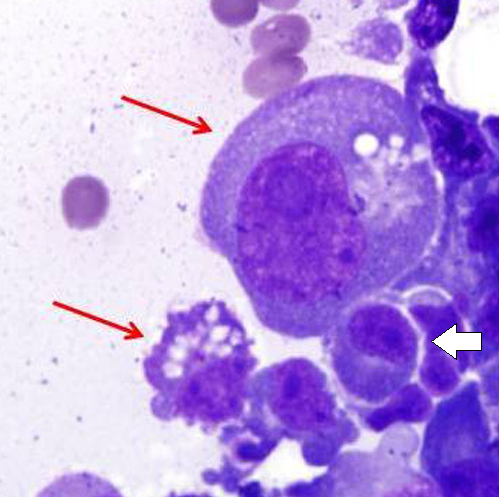
Mott-Zellen mit Russell-Körperchen (rote Pfeile) im Vergleich zu einer normalen Plasmazelle (weißer Pfeil)

Als Mott-Zelle, nach dem britischen Internisten Frederick Walker Mott (1853–1926), bezeichnet man atypische Plasmazellen, die eine Vielzahl eosinophiler Einschlüsse (Russell-Körperchen, nach William Russell) im Zellplasma aufweisen. Sie heißen auch Maulbeerzellen oder Morulazellen.
Mott konnte diese Zellen im Gehirn von Affen nachweisen, die mit Trypanosomen infiziert waren. Darüber hinaus können solche Zellen bei chronisch-entzündlichen und neoplastischen Erkrankungen auftreten, unter anderem beim Multiplen Myelom, beim Morbus Waldenström, beim Follikulären Lymphom, bei der Hashimoto-Thyreoiditis, beim Denguefieber, bei der Russel-Body-Gastritis, beim Barrett-Ösophagus und beim Epstein-Barr-Virus-assoziierten Magenkarzinom. Bei Katzen kommen Mott-Zellen bei der chronischen Gingivostomatitis vor.